# Comuna Maksîmivka, Vilneansk
Maksîmivka (în ucraineană Максимівка) este o comună în raionul Vilneansk, regiunea Zaporijjea, Ucraina, formată din satele Kozace, Krutîi Iar, Maksîmivka (reședința), Novofedorivka, Trudoliubivka și Uralske.

## Demografie
Componența lingvistică a comunei Maksîmivka
     Ucraineană (89%)
     Rusă (10,93%)
Conform recensământului din 2001, majoritatea populației comunei Maksîmivka era vorbitoare de ucraineană (89%), existând în minoritate și vorbitori de rusă (10,93%).